# 海登·懷特
海登·懷特（英語：Hayden White，1928年7月12日—2018年3月5日），美國歷史學者。曾任史丹佛大學比較文學系教授，退休後終身於聖塔克魯茲加利福尼亞大學意識歷史學系榮譽教授一職。長期參與學術期刊《歷史與理論》的編輯。1973年出版的《史元：十九世紀歐洲的歷史意象》是其代表作，也是二戰後西方史學理論界的代表性著作之一。

## 外部連結
聖塔克魯茲加大意識歷史學系 海登·懷特 （页面存档备份，存于）

海登·懷特的著作目錄 （页面存档备份，存于）